# Riflessi in un cielo scuro
Riflessi in un cielo scuro és una pel·lícula dramàtica italiana del 1991 escrita i dirigida per Salvatore Maira.

## Argument
Kim és una addicta a la heroïna que es prostitueix i que ha estat a punt de ser violada; és acollida a casa seva per Valeria, una metgessa vídua i alcohòlica qui malgrat tot l'ajuda a superar la seva addicció. Un cop recuperada, Kim intenta fer que Valeria deixi el seu alcoholisme.

## Repartiment
- Françoise Fabian - Valeria
- Anna Kanakis - Chim
- Valerie Perrine - Caterina
- Peter Stormare - Carlo
- Maurizio Donadoni - Mario
- Brigitte Christensen - Sister Angela
- Stefano Madia -Amic de Chim
- Bettina Giovannini - Alice
- Vittorio Mezzogiorno

## Premis
A la XII edició de la Mostra de València va rebre una menció a la millor interpretació (Françoise Fabian i Anna Kanakis).